# Під моєю шкірою (Доктор Хаус)
«Під моєю шкірою» (англ. Under My Skin)  — двадцять третя серія п'ятого сезону американського телесеріалу «Доктор Хаус». Прем'єра епізоду проходила на каналі FOX 4 травня 2009. Команда має врятувати балерину, а Хаус має побороти свої галюцинації.

## Сюжет
Під час практикування танцю у балерини Панелопи виникає колапс легенів. Ембер, яка продовжує галюцинувати Хаусу, пронує йому версію зневодження, що приховує інфекцію. Хоч Хаус знає, що вона лиха і мало не вбила Чейза, він все одно слухає її і наказує почати лікування. Проте воно не допомагає і Хаус наказує зробити транстрахеальну аспірацію, щоб підтвердити пневмонію. Сам Хаус зізнається Вілсону, що галюцинує і просить його допомоги. Під час процедури з пацієнткою Тауб помічає, що у дівчини починає злазити шкіра. Невдовзі процес пришвидшується і ситуація стає критичною. Хаус вважає, що рак печінки дійшов до легенів і наказує зробити УЗД печінки. Якщо команда знайде утворення, то має зробити біопсію. Зникнення 80 % шкіри Хаус пояснює введенням антибіотиків, які викликали токсичний епідермальний некроліз.
Хаус починає відчувати провину за те, що зробив. Він вважає, що це симптом розсіяного склерозу. Якщо він вибачиться перед дівчиною і йому стане краще — це звичайні емоції. Якщо ні — симптом. Хаус вибачається, але йому не стає краще. Команда знаходить утворення, проте не може зробити біопсію через теперішній стан Пенелопи. Хаус наказує провести трансвенозну біопсію печінки, але вона не підтверджує рак, а у пацієнтки трапляється тахікардія. Хаус наказує зупинити серце дівчини, зробити МРТ, а потім знову увімкнути його. Аналіз Хауса на розсіяний склероз негативний, тому залишається шизофренія або передозування вікодином. Хаус вирішує влаштувати собі інсуліновий шок, щоб викинути Ембер зі своєї голови і йому вдається це зробити. Команда проводить тест з пацієнткою і Форман помічає якусь тінь, проте роздивитися її він не встигає, оскільки Чейз повертає Пенелопу до життя.
Здоровий Хаус розуміє, що хлопець пацієнтки занадто турботливий. Він вважає, що Пенелопа підхопила від нього гонорею, яка перейшла в серце і загородилась абсцесом, який і побачив Форман у вигляді тіні. Хаус наказує перевірити хлопця на венеричну хворобу і результат виявляється позитивним. Форман думає, що насправді дівчина зрадила хлопцю, оскільки у неї симптоми проявились швидше. Святкуючи перемогу до Хауса знову повертається Ембер. Тим часом команда готує Пенелопу до операції по видаленню абсцесу, але у неї починається сепсис. Команда вирішує скористатися препаратом, який має допомогти організму не зтекти кров'ю під час операції. Видалення абсцесу проходить вдало, але через препарат до кінцівок не потрапляє достатня кількість крові і хірурги повинні ампутувати обидві ступні і руки. Проте Тауб знаходить вихід і дівчина одужує та залишається з усіма кінцівками. Хаус звертається по допомогу до Кадді, оскільки зрозумів, що галюцинації спричинені вікодином. Вона залишається з ним для контролю, щоб той не випив вікодину, оскільки повинна пройти болісна детоксикація. На ранок йому стає краще і у Хауса та Кадді знову виникають романтичні стосунки.